# Perdiu blanca

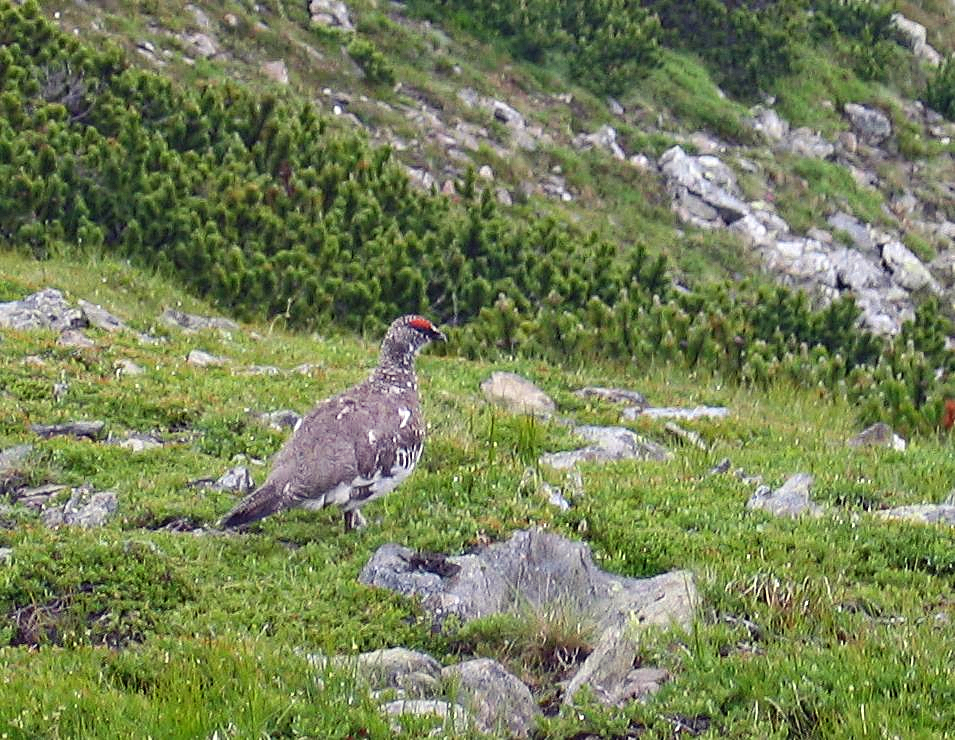
Lagopus muta helvetica fotografiat a Suïssa amb plomatge d'estiu.

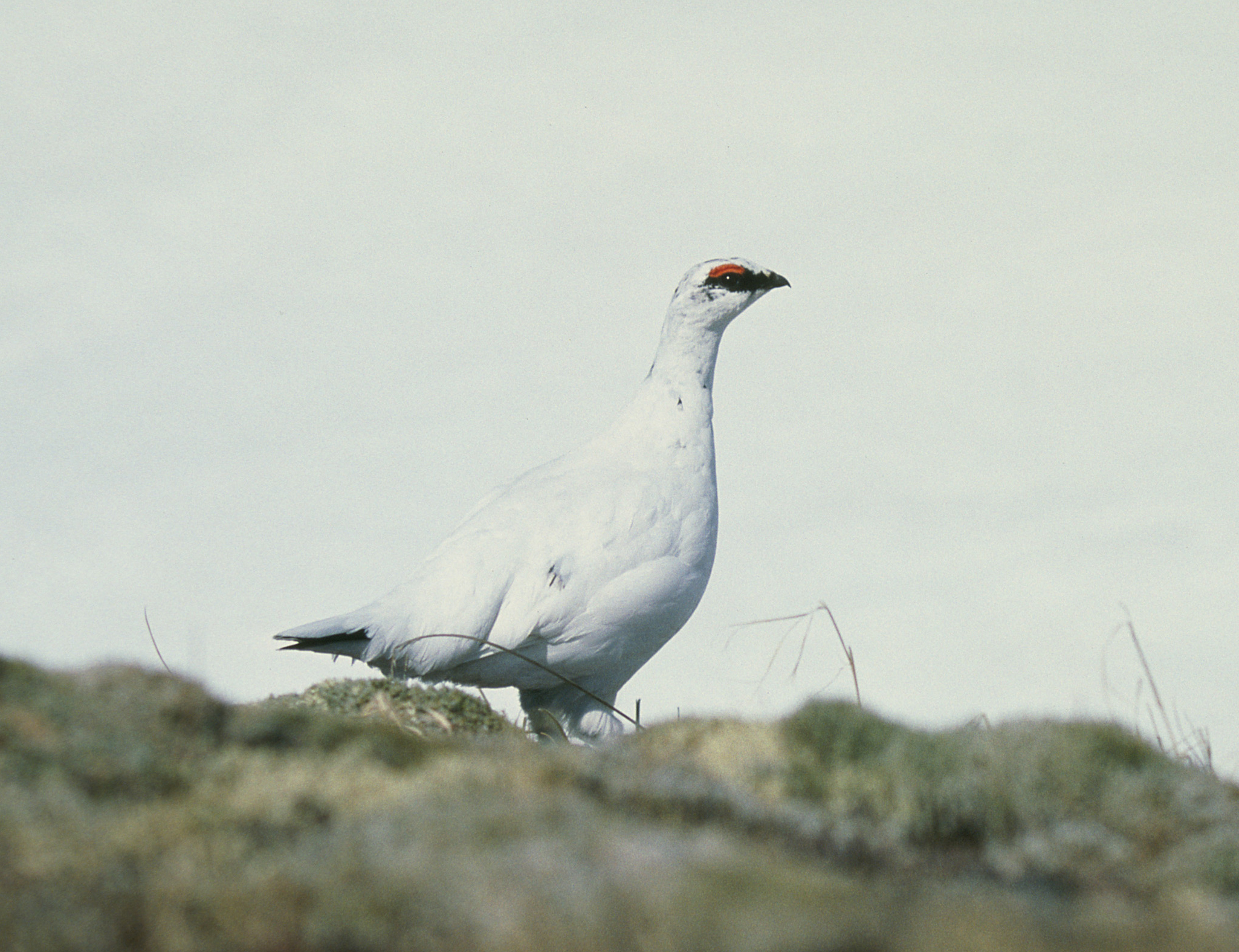
Exemplar amb plomatge d'hivern fotografiat a Alaska.

La perdiu blanca, mussola, pollassa pàl·lida o perdiu de neu (Lagopus muta) és un ocell gal·liforme de la família dels tetraònids.

## Morfologia
- Ambdós sexes tenen ventre i ales blanques, però el mascle té una taca negra a l'ull i els costats de la cua també de color negre. La resta del plomatge canvia de color segons l'estació (és la mateixa adaptació que s'observa a la llebre polar -Lepus arcticus- i a la guineu àrtica -Vulpes lagopus-), per ajudar-los a passar desapercebuts, tant a l'estiu com a l'hivern. També cal dir que entre un tipus de plomatge i l'altre les perdius blanques llueixen un vestit híbrid, que correspondrà a un estat intermedi entre els definitius de l'època, o sigui un plomatge indefinit de primavera o tardor.
- Format delicat i relativament petit (35 cm).
- Mostra una millora a les potes per poder-se desplaçar, sense enfonsar-se, per damunt de la neu (plomes que li cobreixen els dits, les quals augmenten la superfície de contacte).

## Subespècies
- L. muta atkhensis (Turner, 1882).[3] Illa d'Atka (Illes Aleutianes)[4]
- L. muta capta (J. L. Peters, 1934).[5] Groenlàndia[4]
- L. muta chamberlaini (A. H. Clark, 1907).[6] Illa d'Adak (les Illes Aleutianes)[4]
- L. muta dixoni (Grinnell, 1909).[7] Glacier Bay (sud-est d'Alaska, Estats Units)[4]
- L. muta evermanni (Elliot, 1896).[8] Illa d'Attu (les Illes Aleutianes)[4]
- L. muta gabrielsoni (Murie, 1944).[9] Illa d'Amchitka (les Illes Aleutianes, Alaska, Estats Units)[4]
- L. muta helvetica (Thienemann, 1829).[10] Alps (des de Savoia fins al centre d'Àustria)[4]
- L. muta hyperborea (Sundevall, 1845).[11] Svalbard, la Terra de Francesc Josep i Bjørnøya[4]
- L. muta islandorum (Faber, 1822).[12] Islàndia[4]
- L. muta japonica (A. H. Clark, 1907).[13] Honshu (Japó)[4]
- L. muta kurilensis (Kuroda, 1924).[14] Illes Kurils[4]
- L. muta millaisi (Hartert, 1923).[15] Escòcia[4]
- L. muta muta (Montin, 1781).[16] Noruega, nord de Suècia i de Finlàndia, i península de Kola[4]
- L. muta nadezdae (Serebrovski, 1926).[17] Muntanyes de Sibèria i Mongòlia[4]
- L. muta nelsoni (Stejneger, 1884).[18] Illes d'Unimak, Unalaska i Amaknak (les illes Aleutianes)[4]
- L. muta pleskei (Serebrovski, 1926).[19] Sibèria[4]
- L. muta pyrenaica (Hartert, 1921).[20] Pirineus[4]
- L. muta ridgwayi (Stejneger, 1884).[21] Illes del Comandant (Rússia)[4]
- L. muta rupestris (Gmelin, 1789).[22] Nord del Canadà, incloent-hi la Colúmbia Britànica, el nord del Quebec i Labrador[4]
- L. muta sanfordi (Bent, 1912).[23] Illes Tanaga i Kanaga (les Illes Aleutianes).[4]
- L. muta saturata (Salomonsen, 1950).[24] Nord-oest de Groenlàndia[4]
- L. muta townsendi (Elliot, 1896).[25] Illa de Kiska (Illes Aleutianes)[4]
- L. muta welchi (Brewster, 1885).[26] Terranova[4]
- L. muta yunaskensis (Gabrielson & Lincoln, 1951).[27] Illa de Yunaska (Illes Aleutianes)[4][28]

## Reproducció
El niu és un forat a terra, recobert amb alguna herba, per això necessita que hi hagi prats, però també llocs on amagar-se. Hi pon 5 o 9 ous que són covats durant 7 setmanes. Els pollets esdevenen independents al cap de 10-12 setmanes.

## Alimentació
Els adults són gairebé vegetarians, mentre que els pollets es nodreixen principalment d'insectes, aranyes i caragols. La dieta estiuenca es compon de matèria vegetal (en particular nabius, puntes de cua de cavall i baies) i la hivernal de brots de bedolls nans i salzes.

## Hàbitat
Es tracta d'una espècie testimoni de les èpoques glacials del Quaternari. Actualment, les poblacions presents a la península Ibèrica són relictuals i es troben al Pirineu. La subespècie del Pirineu (Lagopus muta pyrenaica) ocupa l'estatge alpí, generalment per sobre dels 2000 m., tot i que s'han pogut observar certs moviments hivernals tant pel que fa a l'altitud com a l'orientació dels vessants on es troba.

## Distribució geogràfica
- És nadiua d'Andorra, Àustria, el Canadà, la Xina, Finlàndia, França, Alemanya, Groenlàndia, Islàndia, Itàlia, el Japó, el Kazakhstan, Liechtenstein, Mongòlia, Noruega (incloent-hi Svalbard i Jan Mayen), Rússia, Eslovènia, l'Estat espanyol, Suècia, Suïssa, el Tadjikistan, el Regne Unit i els Estats Units.
- Ha estat introduïda a les illes Fèroe.
- És itinerant a Bulgària.[32][33][34]